# 피니치
피니치(알바니아어: Finiq, 그리스어: Φοινίκη)는 알바니아 남부의 블로러 주의 지방자치체의 이름이자 코뮌의 이름이다. 이곳은 이오니아 해에서 8km, 그리스 국경에서 20km 떨어져 있다. 2015년 지방 정부 개혁에 따라 과거 행정구역이었던 Aliko, Dhivër, Livadhja, Mesopotam, 피니치의 합병으로 형성되었다. 이 지역은 그리스계 민족이 거주하며, Dropull과 함께 그리스인이 다수를 이루는 알바니아의 두 개의 지방 자치체 중 하나이다. 지방자치체의 본부는 더르미시 마을(Dërmish)에 있다. 총 인구는 2011년 인구 조사 기준으로 10,529명이며, 총 면적은 444.28 km²이다.
2011년 인구 조사에 따르면 이전 지자체의 인구는 1,333명이었고, 해외 거주 시민을 포함한 모든 시민을 계산하는 행정 기관에 따르면 2011년 추산 6,780명이었다.

## 이름
그리스 지명의 고대 이름(그리스어: Φοινίκη)는 문학적 부흥을 통해 보존되지 않았다. 따라서 현대 정착지는 1431년 오스만 등록부에 Finiki 라는 이름을 유지했다.

## 역사
고대에 포이니케는 에피로트 그리스 부족인 카오니아인(Chaonians)들의 나라인 카오니아의 수도였다. 초기 비잔틴 건축(4세기-7세기)은 특히 세 개의 통로가 있는 바실리카 유형의 정착지에서 나타난다.
이 정착지는 고대 이름을 유지하며 1431년의 오스만 제국의 기록에 'Finiki'로 언급된다. 지로카스터르 연대기(Chronicle of Gjirokastër)에 따르면, 오스만 지배 초기(15세기)는 평화로웠으나, 콘스탄티노플의 함락(1453) 이후 피니치(그 당시 Phinikoupolis로 알려짐)는 무슬림에 의해 파괴되었다. 16세기 말, 피니치는 인구가 급격히 증가하며 이 지역에서 가장 큰 정착지 중 하나가 되었고, 359 가구에 달했다(당시 지로카스터르의 302 가구, 델비니의 204 과세 가구와 비교할 때).
1870년에는 이미 피니치에 중등 그리스어 학교가 운영되고 있었다.

## 인구 통계

### 오스만 등록부
1431-1432년의 Delvinë 산자크의 데프터에는 Vurgu 지역에 있는 4개의 마을이 기록되어 있다: 피니치(피니치i), Vurgo, Jeromi, Kranéja로, 각각의 마을은 매우 적은 주민을 가지고 있었다. 이 마을들 중에서 1520년의 오스만 등록부에는 Gjin, Reçi, Leka, Gjon, Dorza, Meksh Nika, Deda와 같은 전형적인 알바니아 이름들이 기록되어 있다.
1582년의 오스만 데프터에서 Delvinë 산작의 피니크 마을에 대한 기록이 제공된다. 등록부에 기록된 인명 중 상당 부분은 알바니아의 고유명사학 영역에 속하며, Bos, Dedë, Dodë, Gjergj, Gjin, Gjokë, Gjon, Lalë, Lekë, Muzhak와 같은 개인 이름이 포함되어 있다. 그러나 알바니아 및 비알바니아 그룹 모두에 의해 역사적으로 사용된 더 모호하거나 일반적인 기독교 인명도 확인된다. 피니크에서는 기록된 인구의 4분의 1이 순수한 알바니아 인명을 가지고 있었다. 이러한 수치는 전형적인 알바니아 인명을 가진 개인과 더 모호한 이름을 가진 개인 간의 친족 관계를 고려하지 않으며, 알바니아어를 통해 어원적으로 설명될 수 있는 이름(예: Buzmiri, Bala, Bardhi, Burriqi, Buzuku, Çobani, Dera, Iriqi, Kuka, Marsi, Mara, Macja, Poçi, Plaku, Uk, Ylli)을 가진 사람들도 포함하지 않는다. 따라서 알바니아 민족 요소는 더 큰 비율을 차지했을 것으로 추정된다.

### 19세기
알리 파샤의 고문이었던 Athanasios Psalidas(1767–1829)는 그 마을이 그리스 민족 공동체에 의해 거주되고 있다고 언급했다.

### 현대 인구 통계
해외 거주 시민을 포함한 모든 시민을 집계한 2015년 알바니아 시민 등록부는 39,055명으로 훨씬 높은 인구를 기록했다. 피니치의 코뮌는 피니치(코뮌), Buronjë(Mavropull), Çlirim, Vrion, Karahaxhë 및 Bregas (Vromero)마을로 구성된다.
피니치 지방자치체의 모든 마을은 Çlirim 마을을 제외하고 그리스인만이 거주한다.
알바니아 외무부에 따르면 피니치의 그리스인 인구는 5531명으로 그리스인이 대다수를 차지한다. 주민들은 지방 정부 당국에게 그리스어를 사용하고 지명과 거리 주소는 공식 문서에서 알바니아어와 그리스어로 모두 작성된다.